# Sulphide Creek
Sulphide Creek je 4 kilometry dlouhý ledovcový přítok řeky Baker v americkém státě Washington. Proudí k řece prudkým úzkým kaňonem na jihovýchodním svahu Mount Shuksan v národním parku Severní Kaskády. Přestože creek znamená potok, tok má spíše charakter řeky díky svému vysokému průměrnému průtoku. Jeho pramen se nachází v masivních ledovcích zvaných Sulfidový a Křišťálový v nadmořské výšce okolo 1 769 metrů. Od pramene proudí východním směrem a před soutokem s řekou Baker nabírá několik vlastních přítoků. Ústí do řeky Baker se nachází v nadmořské výšce 369 metrů. Tok je známý pro vysoké vodopády, které se nacházejí jak na něm samotném, tak na jeho přítocích. 

## Název
Jméno Sulphide znamená v překladu do češtiny sulfid.

## Tok
Po opuštění ledovců se tok dostává přes skály ze zeleného svoru, než dorazí do malého plesa, zvaného Sulphide Lake. Po výtoku z jezera jsou na řadě vodopády Sulphide Creek Falls, které jsou s výškou 665 metrů jedny z nejvyšších v celé Severní Americe. Po vodopádech se tok dostává do prudkého a úzkého údolí, občas zvaného kaňonem, které podle zdrojů nebylo nijak prozkoumáno. Na úpatí vodopádu se do Sulphide Creeku vlévá pravý přítok, který mění kurz hlavního toku na severovýchod, kde se k němu z levé strany připojuje jiný velký přítok, který proudí po východním svahu Mount Shuksan a obsahuje také vysoké vodopády Mount Shuksan Waterfalls, z nichž ten nejvyšší měří 730 metrů. Tok poté pokračuje především jihovýchodně lesem, který ho přivádí k řece Baker, do které se vlévá jen kousek proti proudu od Bakerova jezera.

## Průtok
Při ústí do řeky Baker je průměrný průtok toku 15 m³/s, který závisí na rychlosti proudu na vodopádech a rychlosti přítoků.